# یویا ناکاساکا
یویا ناکاساکا (ژاپنی: 中坂 勇哉؛ زادهٔ ۸ مهٔ ۱۹۹۷) یک بازیکن فوتبال اهل ژاپن است.
از باشگاه‌هایی که در آن بازی کرده‌است می‌توان به باشگاه فوتبال ویسل کوبه و باشگاه فوتبال کیوتو سانگا اشاره کرد.